# Vincent Ford
Vincent Ford (Kingston, 10 novembre 1940 – Kingston, 28 dicembre 2008) è stato un compositore giamaicano.

## Biografia
Soprannominato "Tata" o "Tartar", era un amico d'infanzia di Bob Marley, ed essendo più anziano di lui di cinque anni, gli aveva insegnato i primi rudimenti della chitarra. Da adolescente, aveva avuto l'occasione di salvare un coetaneo dall'annegamento. Dirigeva una mensa per i poveri a Trenchtown. È conosciuto soprattutto per essere stato indicato come autore di quattro canzoni di Bob Marley & the Wailers, tra cui la celebre No Woman, No Cry, tuttavia si ritiene che a comporre tali canzoni sia stato in realtà lo stesso Marley.
È morto il 28 dicembre 2008, a 68 anni, per complicazioni da diabete mellito, dopo aver subito l'amputazione delle gambe.

## Autore di musica
Tra il 1974 e il 1976, gran parte delle canzoni che Bob Marley & the Wailers pubblicarono, non riportavano come autore lo stesso Marley, ma un certo numero di collaboratori e amici del musicista, tra cui Vincent Ford. È considerato molto probabile (anche in seguito a una sentenza del tribunale di New York del 1987) che a comporre tali canzoni sia stato in realtà lo stesso Marley, ma che abbia deciso di non attribuirle a sé stesso, probabilmente per un problema di diritti di pubblicazione tra la sua precedente casa discografica, la Cayman Records, e la successiva, la Island Records. Attribuendo le canzoni ad altri, oltretutto, Marley poteva anche mostrarsi generoso, facendo arrivare a collaboratori e amici i soldi dei diritti d'autore.

Per tutta la vita, Ford rimase nel vago riguardo a chi fosse l'effettivo autore delle canzoni a lui attribuite, oppure fece dichiarazioni tra loro contrastanti. Secondo Vivien Goldman, biografa di Marley, No Woman, No Cry potrebbe essere nata in questo modo: 

## Canzoni a lui attribuite
Bob Marley and the Wailers
- 1974: No Woman, No Cry
- 1976: Crazy Baldhead (con Rita Marley)
- 1976: Positive Vibration
- 1976: Roots, Rock, Reggae

Ziggy Marley and the Melody Makers
- 1997: Jah Bless (con Stephen Marley)

Stephen Marley
- 2007: Inna di Red (con Stephen Marley)